# Incidente dell'Antonov An-12 di Allied Services del 2015
Il 4 novembre 2015, un Antonov An-12 è precipitato nei pressi del Nilo Bianco poco dopo il decollo dall'Aeroporto Internazionale di Giuba, che serve la capitale del Sudan del Sud. Più di 40 persone sono rimaste uccise. Lo schianto è il peggior incidente aereo avvenuto nel paese dall'indipendenza del 2011.

## L'aereo
Il velivolo coinvolto era un Antonov An-12BK con immatricolazione tagika EY-406, numero di serie 01347704, costruito nel 1971 dalla TAPOiCh dell'Unione Sovietica. Era gestito dalla Allied Services Ltd, una società di logistica con sede in Sudan del Sud all'aeroporto di Giuba, noleggiato dalla Asia Airways del Tagikistan.

## L'incidente
L'aereo stava effettuando un volo cargo dall'aeroporto Internazionale di Giuba all'aeroporto di Paloich, nell'estremo nord-est del Sudan del Sud, un campo petrolifero. Partito dalla pista 13 di Giuba, l'aereo ha impattato contro una collina a circa 1 100 metri dalla fine della pista e si è fermato sulle rive del Nilo Bianco.
Le autorità riferirono che l'aereo era sovraccarico e che la maggior parte dei passeggeri era costituita da lavoratori del settore petrolifero. Il portavoce del governo del Sudan meridionale dichiarò che a bordo c'erano almeno 18 persone. Le prime notizie sul numero dei morti variavano, ma il totale è salito a 43. L'equipaggio dell'aereo comprendeva cinque armeni e un russo. Inizialmente i sopravvissuti erano tre: il passeggero Wuor Arop e una bambina di 13 mesi che egli cullava, insieme a un terzo, che si dice fosse un membro dell'equipaggio, poi morto in ospedale. I servizi di sicurezza erano soliti imbarcare i membri delle famiglie sugli aerei cargo diretti a Paloich, anche se non presenti sul manifesto di carico, secondo Kenyi Galla, assistente del direttore operativo di Combined Air Services, una società che gestisce voli charter in tutto il Sudan del Sud.
È possibile che a bordo ci fossero decine di persone non autorizzate che avevano pagato 30 USD per imbarcarsi tra la merce trasportata. Non c'erano voli commerciali per Paloich e le strade erano considerate molto pericolose a causa della continua guerra civile tra Sudan e Sud Sudan. Alcune strade erano state dichiarate impraticabili a causa delle piogge alluvionali della stagione.